# 佩里維爾 (印地安納州)
佩里維爾（英語：Perryville）是位於美國印地安納州亞當斯縣的一個非建制地區。該地的面積和人口皆未知。

## 地理
佩里維爾的座標為40°35′28″N 85°02′26″W / 40.59111°N 85.04056°W，而該地的平均海拔高度為260米（即853英尺）。